# Leptidea yunnanica
Leptidea yunnanica is een vlindersoort uit de familie van de Pieridae (witjes), onderfamilie Dismorphiinae.
Leptidea yunnanica werd in 1996 beschreven door Koiwaya.